# Orahovica (gmina Srebrenica)
Orahovica (cyr. Ораховица) – wieś w Bośni i Hercegowinie, w Republice Serbskiej, w gminie Srebrenica. W 2013 roku liczyła 86 mieszkańców.